# فوهة أذينية بطينية يسرى
الفوهة الأذينية البطينية اليسرى (بالإنجليزية: left atrioventricular orifice)‏ أو الفوهة المترالية (بالإنجليزية:  mitral orifice)‏، تقع أسفل وإلى الجهة اليسرة من فوهة الأبهر. وهي أصغر بقليل من الفوهة المقابلة بالجهة الأخرى.
تُحاط الفوهة بحلقة ليفية كثيفة، تغطيها غشاء بطانة القلب، ومغلقة الصمام ثنائي الشرف أو الميترالي.